# Усть-Кандыга
Усть-Кандыга — деревня в Рыбинском районе Красноярского края России. Входит в городское поселение посёлок Саянский. Глава посёлка Саянский — Перистый Евгений Анатольевич.

## География
Расположена рядом с рекой Рыбная, примерно в 2-х километрах от поселка Саянский.

### Внутреннее деление
Состоит из трёх улиц: Молодежная, Советская, Степная.

## История
По официальным данным деревня основана в 1894 году. Тогда она входила в состав Переяславской волости Канского уезда. Однако, по данным местных жителей, деревня существовала с 1874 года.
```
в 1879 году, деревня уже была. С 1922 года здесь был колхоз-миллионер «Красный молот», в колхозе были школа, маслозавод, овчарня, две мельницы, свинарник, два курятника, шерстечесальня. С 1949 года председателем колхоза (а затем управляющим отделением) работал Фома Константинович Романов. 22 июня 1951 года Усть-Кандыгинским сельским Советом на должность заведующей избой-читальней была назначена комсомолка Мария Ильинична Мучкина.
```

В 1962 году колхоз преобразовали в Рыбинский совхоз, а потом уже переименовали в Двуреченский совхоз. В мае 1989 года деревню отделили от совхоза в подсобное хозяйство Абаканского отделения Красноярской железной дороги, образовался совхоз «Кандыгинский»

В мае 1989 года Усть-Кандыга была отделена от совхоза и передана в подсобное хозяйство Абаканского отделения Красноярской железной дороги, в результате чего был образован совхоз «Кандыгинский».
По состоянию на 20 апреля 1996 года в совхозе насчитывалось 76 работников. В июне этого же года совхоз стал отделением совхоза «Красногорьевский». В марте 2006 года отделение совхоза «Красногорьевский» в Усть-Кандыге было закрыто.
В деревне находится святой источник, в народе именуемый «Бур», с которого бежит вода. Местные и приезжие в канун крещения совершают чин освящения воды. Говорят, что вода не теряет свои свойства на протяжении нескольких лет.

## Население
| 2010 | 2012 | 2013 | 2014 | 2015 | 2016 | 2017 |
| ---- | ---- | ---- | ---- | ---- | ---- | ---- |
| 407  | ↗419 | ↗422 | ↗430 | ↘428 | ↗452 | ↘450 |

В деревне Усть-Кандыга живёт ветеран Великой Отечественной войны — бывший сержант НКВД Расщупкин Михаил Поликарпович. Ему уже 94 года[обновить данные], и он до сих пор продолжает заниматься домом и огородом, ведёт самый активный образ жизни.